# بود میلر
بود میلر (انگلیسی: Bode Miller؛ زاده ۱۲ اکتبر ۱۹۷۷) یک اسکی‌باز آلپاین اهل ایالات متحده آمریکا است.